# Dornier Do 317
Il Dornier Do 317 era un bombardiere pesante bimotore ad ala alta realizzato dall'azienda tedesca Dornier-Werke GmbH negli anni quaranta.
Sviluppato dal precedente Do 217 rimase allo stadio di prototipo. Fu l'ultimo vero tentativo della Germania di creare un bombardiere strategico pesante.

## Utilizzatori
Germania
- Luftwaffe